# Naïades
Pour les articles homonymes, voir Naïade (homonymie).
Dans la mythologie grecque, les naïades (du grec ancien Ναϊάδες / Naïádes, Ναίδες / Naídes ou Νάιτιδες / Náitides, de νάειν / náein, « couler ») sont des nymphes aquatiques qui vivent dans les eaux douces, en particulier les rivières, les sources, les fontaines, etc. Elles font l'objet d'un culte particulier. Elles passent pour les filles de Zeus, des déesses fleuves ou de l'Océan (c'est pourquoi elles sont les sœurs des Néphélées), et sont parfois comptées au nombre des prêtresses de Dionysos. Quelques auteurs en font les mères des satyres et de Silène.
À l'époque, des chèvres et des agneaux, avec des libations de vin, de miel et d'huile leur étaient offerts en sacrifice ; plus souvent, du lait, des fruits et des fleurs étaient déposés sur leurs autels. Elles étaient des divinités champêtres, leur culte ne s'étendait pas aux villes.
Elles sont peintes jeunes, jolies, habituellement les jambes et les bras nus, appuyées sur une urne qui verse de l'eau, ou tenant à la main un coquillage et des perles dont l'éclat relève la simplicité de leur parure ; une couronne de roseau orne leur chevelure argentée qui flotte sur leurs épaules. Elles sont également couronnées, parfois, de plantes aquatiques.

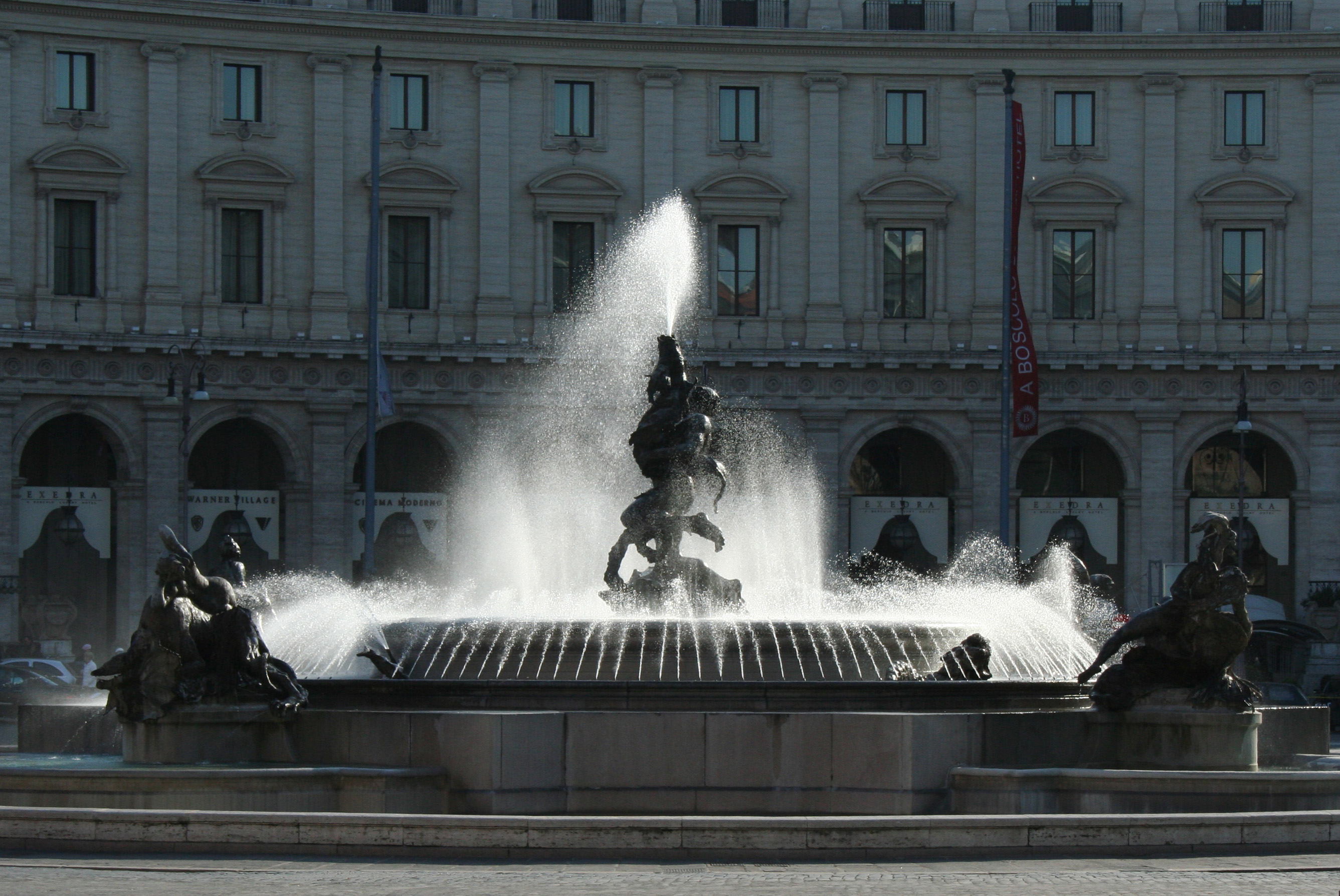
Fontaine des Naïades, Piazza della Repubblica, Rome, Italie.

## Types
- les crénées (fontaines)
- les héléades (marais et marécages)
- les limnades (lacs)
- les pégées (sources)
- les potamides (rivières et fleuves)

## Liste
Outre la mère de Satnios, qu'Homère cite mais ne nomme pas, on retrouve :
- Abarbarée
- Aéglé
- Aglaos
- Anchinoé
- Alvida
- Aréthuse
- Astérionides :
  - Acraée
  - Eubée
- Pokadis
  - Prosymna
- Batia
- Caliadne
- Callirrhoé fille d'Achéloos
- Callirrhoé fille de Scamandre
- Cléocharie
- les corycides (ou Coryciennes) :
  - Corycia
  - Cléodore
  - Mélie
- Créuse
- Cyané
- Cyllène
- Cyrène
- Droséra
- Échénéis
- Europe
- Harpine
- Képhisides :
- Cyklène
  - Argiope
  - Castalie
  - Cléodore
  - Daulis
  - Lilée
  - Mélaine
  - Midée
- Lara (dans la mythologie romaine)
- Léthé
- Limnate
- Liriopé
- Ludinys
- Lotis
- Mélite
- Memphis
- Nomia
- Océane
- Œnoé
- Péribée
- Pitane
- Platée
- Polyxo
- Praxithée
- Salmacis
- Styx
- Loukina
- Thessalides :
  - Daphné
  - Ménippe
  - Orséis
  - Stilbé
- Zeuxippe

## Dans la culture populaire

### Littérature
- Dans la série de romans Percy Jackson, des naïades vivent dans le lac du domaine et cohabitent en harmonie avec le reste des habitants du camp.
- Dans la serie de romans Narnia, les naïades sont nommées à plusieurs reprises
- Dans la série de romans Fablehaven, des naïades vivent dans un lac et tentent  de noyer ceux qui le traversent ou s'en approchent.

### Films et séries télévisées
Il est fait référence aux naïades dans la série Grimm (saison 3, épisode 4), de même que dans Paranormal (saison 1, épisode 3, Netflix, 2020).
La Jeune Fille de l'eau ou La Dame de l'eau de M. Night Shyamalan, 2006.

### Manga et animé
Des Naïades apparaissent dans le manga et animé Blue Exorcist.

### Jeux vidéo
- Dans le jeu vidéo God of War, les naïades, filles de Poséidon, se trouvent dans le Passage Inondé du Défi de Poséidon, dans le Temple de Pandore. On doit embrasser ces créatures aquatiques afin de recevoir un œil de Gorgone ou une plume de Phénix. Dans la God of War Collection sur PlayStation 3, on reçoit le trophée « Plouf ! » (Splash en anglais) en embrassant une naïade.
- Dans le jeu vidéo League of Legends, Nami est présentée comme une naïade. Elle a une queue de poisson et une apparence humaine. Elle attaque uniquement avec de l'eau. Elle possède même un skin « Nami Naïade ».

### Musique
Le rappeur Laylow fait mention des Naïades sur le morceau « Avenue ».
Les Naïades, pièce pour orgue seul issue des Pièces de Fantaisie de Louis Vierne.